# Thala
Pour les articles homonymes, voir Thala (homonymie).
Thala (arabe : تالة) est une ville de l'ouest de la Tunisie située dans la région montagneuse de la dorsale tunisienne, à 250 kilomètres de la capitale Tunis, 50 kilomètres de Kasserine et 25 kilomètres à la frontière algéro-tunisienne. Elle est surtout connue pour son important site archéologique.
Rattachée au gouvernorat de Kasserine depuis 1956, elle est le chef-lieu de la délégation du même nom, comptant 34 508 habitants en 2004 ; elle est aussi à la tête d'une municipalité comptant 18 230 habitants en 2014 et qui s'étend sur 7 520 hectares.

## Étymologie
L'origine du mot thala est berbère et signifie « source ». En effet, le noyau urbain ancien était parsemé de sources réputées telles Aïn Thala d'où elle tire son nom, Aïn Arara, Aïn Ahmed, Aïn Mariem, Aïn Echar et Aïn Oum Ethaaleb située en amont de la cité.

## Géographie
La région se caractérise par des massifs montagneux (djebels), dont les djebels Bireno (1 419 mètres) et Boulahnech (1 365 mètres), et par ses forêts denses de chênes-lièges dotées d'une richesse giboyeuse, notamment en sangliers et hyènes.
La cité se subdivise en plusieurs quartiers : Cité Taïeb Mhiri, El Hay, El Khazna, Lycée, Enajjaria, Ennadhour, Sidi Shil, Edachra, El Atef et Zawiyat Echefei.

## Climat
Thala est connue par son climat semi-aride, comme une grande partie du Centre-Ouest de la Tunisie. Son altitude de 1 017 mètres en fait la ville la plus haute et la plus froide du pays[réf. souhaitée].
| Mois                              | jan. | fév. | mars | avril | mai  | juin | jui. | août | sep. | oct. | nov. | déc. |
| --------------------------------- | ---- | ---- | ---- | ----- | ---- | ---- | ---- | ---- | ---- | ---- | ---- | ---- |
| Température minimale moyenne (°C) | 2,7  | 3,1  | 5,7  | 7,6   | 11,7 | 16   | 19   | 18,7 | 15,1 | 13   | 7,2  | 3,9  |
| Température maximale moyenne (°C) | 9,4  | 10,7 | 15,2 | 18    | 23,4 | 28,7 | 32,6 | 31,6 | 25,9 | 22,4 | 14,7 | 10   |
| Précipitations (mm)               | 25,6 | 24   | 30,4 | 43,4  | 35,8 | 20,2 | 10,7 | 16,5 | 49,2 | 28,3 | 30,4 | 57,4 |

## Histoire
Les traces de la présence humaine dans la région de Thala remontent au Paléolithique. Plusieurs nécropoles dites capsiennes ont ainsi été découvertes, la dernière remontant à décembre 2008 ; la plus connue, située sur la colline appelée Koudiet Oum Alhirane, a été totalement rasée par le contrôleur français à l'époque du protectorat ; quelques vestiges subsistent encore en aval de la colline, en bordure d'Aïn Oum Ethaaleb, mais sans bénéficier de protection.
Thala a connu une histoire riche et mouvementée, la présence humaine remontant au moins à 50 000 av. J.-C. Thala est un centre urbain animé et important, bénéficiant d'un statut de gouvernance autonome, jusqu'en 106 av. J.-C.. La cité a entretenu des relations privilégiées avec les principales villes de la région comme Zama, Cirta, Theveste, Mactaris, Thugga, Thuburbo Majus, Vaga et Thubursicum[réf. nécessaire]. Sa croissance était en partie engendrée par son industrie basée sur la poterie, les nombreuses fonderies de métaux et les huileries dispersées dans la ville ainsi que sur son voisinage direct sur un rayon de cinquante kilomètres et en partie à l'activité commerciale.

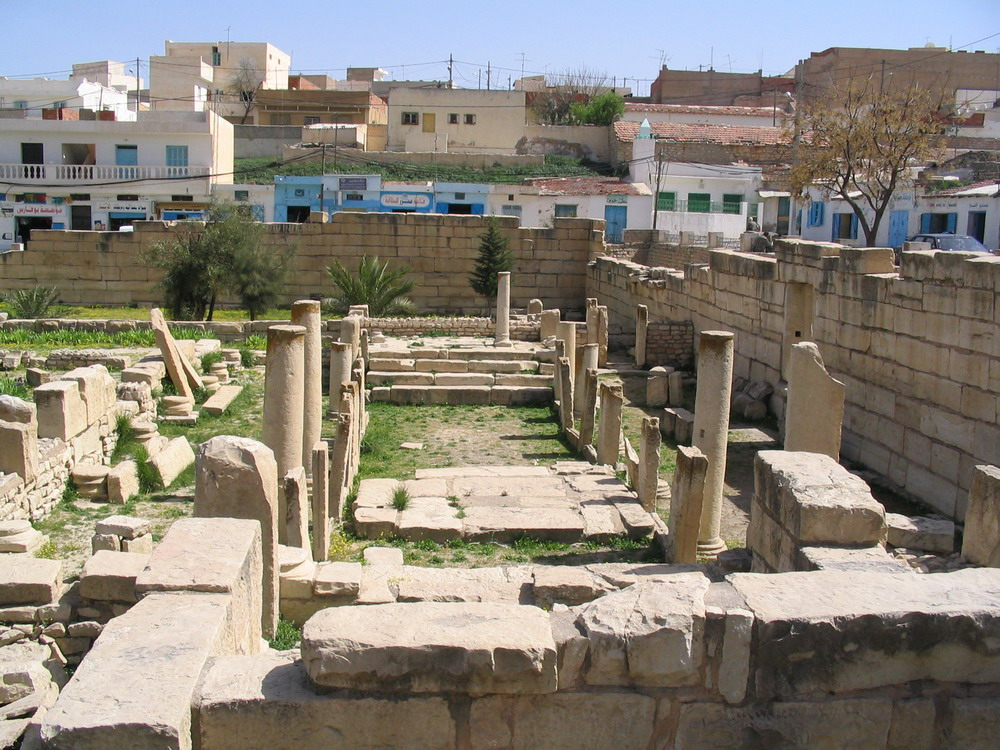
Ruines romaines dans le centre de Thala.

En 108 av. J.-C., Metellus fait le siège de Thala dans sa guerre avec Jugurtha ; la ville résiste quarante jours puis, fidèle à son code d'honneur et à son roi Jugurtha, « les défenseurs voyant leur ville perdue, transportèrent tous leurs biens, tout l'or et l'argent au palais, et livrèrent tout aux flammes : le palais, les trésors et leurs corps, préférant la mort à la servitude » selon le récit de Salluste.
Koudiat Al Hamra, dans le quartier de Nadjaria, reste un témoin de cet événement : il s'agit d'un grand monticule de pierres brulées et couvertes d'un rouge oxyde de fer (d'où l'appellation Hamra) dont quelques restes subsistent. Sous la domination romaine, Thala continue d'être un centre agro-industriel : les fonderies de fer, de plomb, de zinc et de cuivre reprennent leurs activités et les huileries connaissent un essor considérable.
La région ne se romanise pas aisément et connaît plusieurs révoltes, dont celle de Tacfarinas en 17 av. J.-C., ce qui pousse l'empereur Auguste à fonder une nouvelle ville à 26 kilomètres de Thala, Ammaedara, qui devint en l'an 6 le principal nœud dans le contrôle des axes routiers.

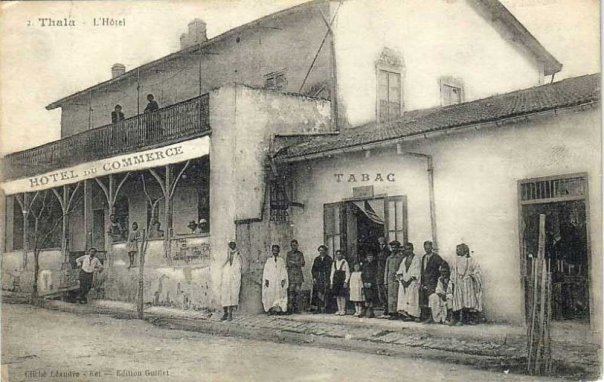
Hôtel de Thala sous le protectorat français.

Thala connaît dès lors un déclin qui dure plusieurs siècles avec l'arrivée des Arabes. La ville est détruite et pillée plusieurs fois mais reconstruite vers le VIIe siècle. Des révoltes successives marquent les Berbères thalois, les dernières étant celles d'Ali Ben Ghedhahem contre le bey de Tunis en 1864 et celle d'Amor Ben Othman contre l'occupation française en 1906.
Erwin Rommel et sa 10e Panzerdivision sont stoppés à Thala par les forces alliées renforcées par les bénévoles thalois.
La ville est le lieu d'importantes manifestations dans le contexte de la révolution tunisienne en décembre 2010 et janvier 2011. Le 3 janvier, environ 250 personnes, pour la plupart des étudiants, défilent en soutien aux manifestants de Sidi Bouzid mais sont dispersées par la police. En réponse, elles auraient mis le feu à des pneus et attaqué le bureau du RCD, le parti au pouvoir. La répression menée par les forces de l'ordre contre une nouvelle manifestation est à l'origine d'au moins quatre morts et six blessés dans la nuit du 8 au 9 janvier ; l'armée est alors déployée sur place. Le 12 janvier, les policiers quittent la ville et les habitants s'organisent pour garantir la sécurité et gérer la ville après le départ du maire affilié au parti au pouvoir. Le 12 septembre, un scrutin est organisé pour élire huit conseillers municipaux ; Mohsen Saidi, médecin-chef de l'hôpital, est élu maire.

## Économie
Centre administratif lié à son statut de délégation, elle polarise un espace d'agriculture de subsistance et d'élevage, notamment de moutons. Sa campagne environnante, avec ses prairies, ses vastes forêts et ses sources d'eau, est connue pour abriter les plus vastes plantations de figuiers de Barbarie du pays, ainsi que des plantations d'oliviers et d'arbres fruitiers.
Selon les statistiques de 2008, le taux d’utilisation des superficies irrigables est de 90 % ; les superficies irriguées de la délégation de Thala atteignent 1 126 hectares sur un total de 1 454 hectares irrigables. 80 % des superficies exploitées sont gérées par des privés.
Par ailleurs, son sous-sol riche lui confère la renommée de son marbre beige dit royal qui est découpé dans la région du Sahel et exporté.

## Sport
Sur le plan sportif, la ville dispose d'un club de football, Thala Sport, fondé en 1936. Il est cependant en sommeil faute de moyens, le stade municipal étant à l'abandon.

## Personnalités
- Gérard Berréby, éditeur français, né à Thala en 1950 ;
- Mohamed Rached Hamzaoui (ar), linguiste et universitaire, né à Thala en 1934 ;
- Noureddine El Khademi, imam, homme politique et ministre des Affaires religieuses de 2011 à 2014 au sein des gouvernements Jebali puis Larayedh,  né à Thala en 1963 ;
- Abdellatif Missaoui, magistrat et ancien gouverneur,  né à Thala en 1963.